# David Josefsson
David Albert Gustaf Josefsson, född 26 december 1983 i Torslanda församling i Göteborg, är en svensk politiker (moderat) och riksdagsledamot sedan år 2018. Han är invald för Göteborgs kommuns valkrets och Moderaternas förstanamn i civilutskottet sedan 2022.
Josefsson var ordförande för Göteborgsmoderaterna 2019 - 2023 och sitter i styrelsen för Göteborgs Hamn AB.